# بابلنت
بابلنت یک شبکه معنایی لغوی چندزبانه و یک هستی شناسی است.

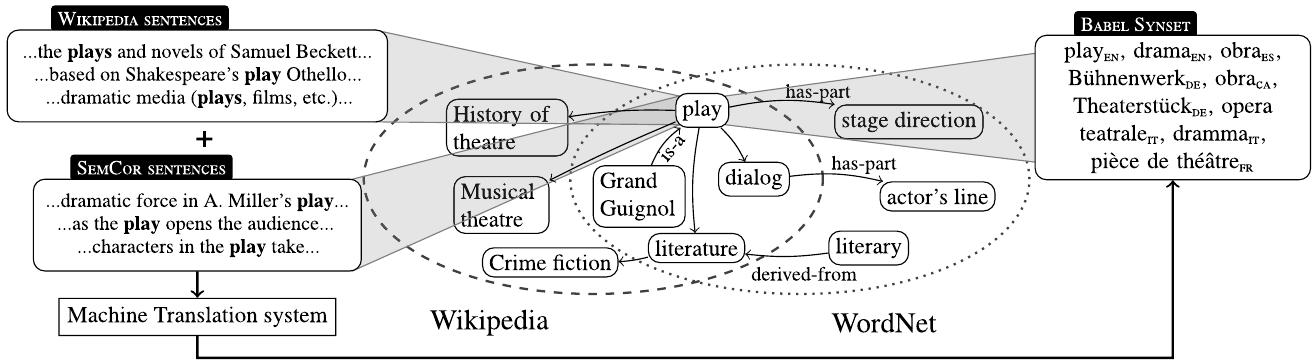
بابلنت یک شبکه معنایی چند زبانه است که از تلفیق وردنت و ویکی‌پدیا ایجاد شده است.

بابلنت از تلفیق ویکی‌پدیا (بزرگترین دانشنامه چندزبانه) و پرکاربردترین لغت‌نامه زبان انگلیسی (وردنت) ایجاد گردیده است. این تلفیق با کمک نگاشت خودکار و همچنین با بهره گیری از ترجمه ماشینی انجام شده‌است.
نتیجه این کار یک لغت‌نامه جامع بوده که در برگیرنده مفاهیم و اسامی خاص در زبان‌های متعدد می‌باشد که از طریق ارتباطات معنایی بسیار به یکدیگر متصل گردیده‌اند.
همانند وردنت، بابلنت کلمات هم معنا در زبان‌های مختلف را در یک گروه قرار می‌دهد که به آن سینست (به انگلیسی: synset) گفته می‌شود.
برای هر سینست، بابلنت یک تعریف کوتاه برای زبان‌های متعددی فراهم می‌کند.
بابلنت بیش از پنجاه زبان (از جمله فارسی) را پوشش می‌دهد.